# میرحاج
میرحاج روستایی در دهستان فرومد بخش مرکزی شهرستان میامی استان سمنان ایران است.این روستا تا دی ماه سال ۱۳۱۶ از توابع خراسان و سبزوار بوده و مردم آن به زبان کردی کرمانجی صحبت می‌کنند.

## جمعیت
بر پایه سرشماری عمومی نفوس و مسکن در سال ۱۳۹۵ جمعیت این روستا ۴۶ نفر (۱۴خانوار) بوده‌است.